# Prairie Grove (Illinois)
Prairie Grove es una villa ubicada en el condado de McHenry en el estado estadounidense de Illinois. En el Censo de 2010 tenía una población de 1904 habitantes y una densidad poblacional de 128,66 personas por km².

## Geografía
Prairie Grove se encuentra ubicada en las coordenadas 42°16′26″N 88°16′12″O / 42.27389, -88.27000. Según la Oficina del Censo de los Estados Unidos, Prairie Grove tiene una superficie total de 14,8 km², de la cual 14,79 km² corresponden a tierra firme y (0,07%) 0,01 km² es agua.

## Demografía
Según el censo de 2010, había 1904 personas residiendo en Prairie Grove. La densidad de población era de 128,66 hab./km². De los 1904 habitantes, Prairie Grove estaba compuesto por el 93.49% blancos, el 0,79% eran afroamericanos, el 0,11% eran amerindios, el 3,26% eran asiáticos, el 0% eran isleños del Pacífico, el 1% eran de otras razas y el 1,37% pertenecían a dos o más razas. Del total de la población el 3,05% eran hispanos o latinos de cualquier raza.